# Crunch 3
Crunch 3 (né le 4 mai 2008) est un étalon de saut d'obstacles bai, inscrit au stud-book du Holsteiner, monté par le cavalier suédois Rolf-Göran Bengtsson. 

## Histoire

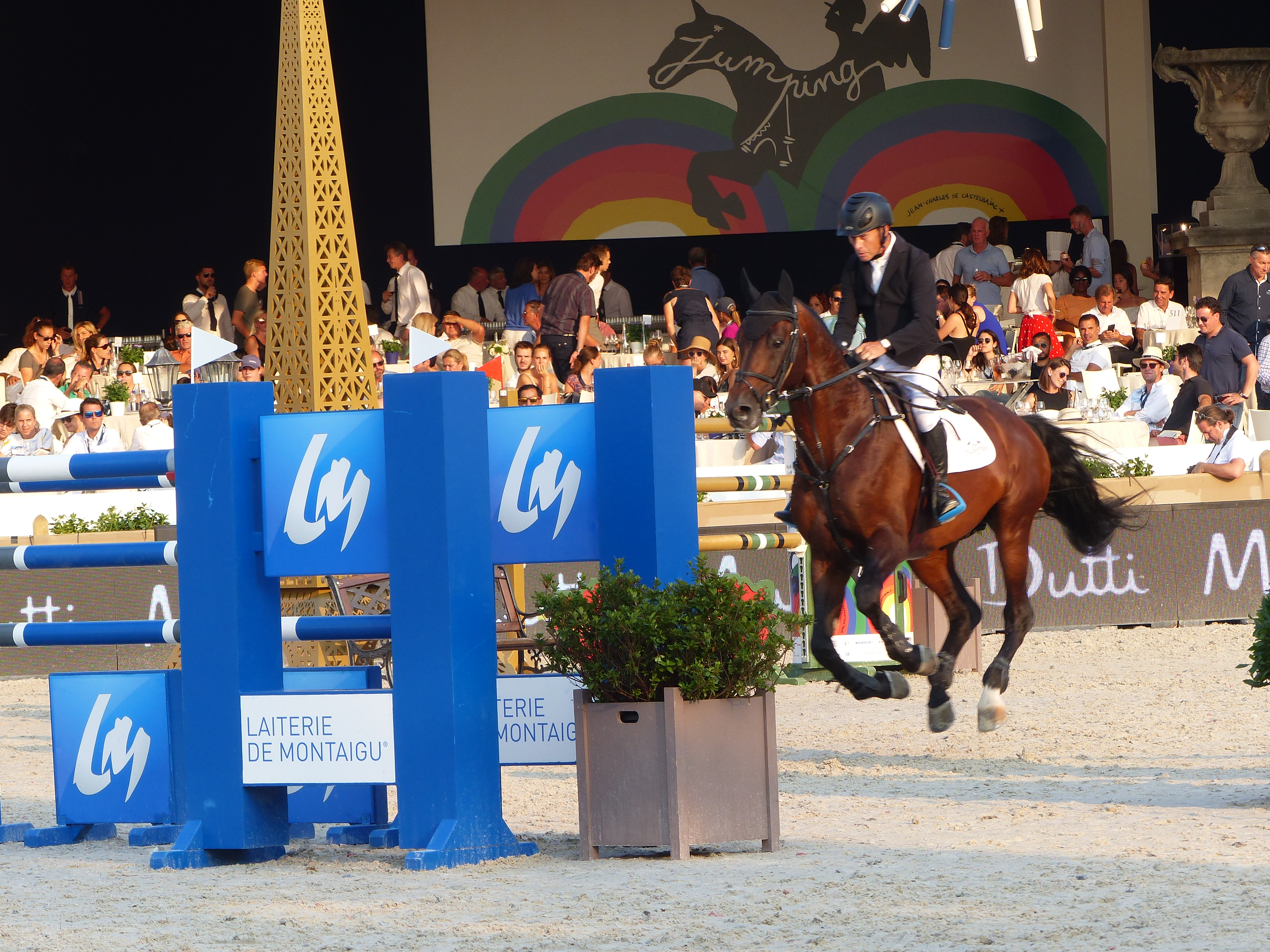
Crunch 3 monté par Rolf-Göran Bengtsson au paris Eiffel Jumping 2018

Il naît le 4 mai 2008 à l'élevage de Miriam Kuehl, en Allemagne. Son nom dans le stud-book allemand est simplement Crunch, mais il est nommé Crunch 3 dans les bases de données sportives internationales de la FEI. À 5 et 6 ans, il se classe 3e du championnat d'Etat d'Elmshorn. Il se qualifie pour la finale nationale à Warendorf en 2013 et 2014. Il est monté par Maximilian Gräfe durant l'année de ses 7 ans, puis échoit à Rolf-Göran Bengtsson en septembre 2015. Depuis, l'étalon a toujours concouru au niveau international. Il remporte son premier Grand Prix à Breitenburg en 2016, sur une hauteur de 1,50 m. En octobre 2018, il remporte le Grand Prix de Herning, à 1,50 m, et se classe second de celui à 1,60 m.

## Description
Crunch 3 est un étalon de robe bai, inscrit au stud-book du Holsteiner. Il toise 1,74 m. C'est un étalon de grand format, doté de force et d'expression. Il dispose de grands moyens. Ses allures sont rythmées, sont trot et son galop couvrent bien le sol. Cependant, il n'est pas particulièrement rapide.

## Palmarès
- Mai 2018 : vainqueur du CSIO3* d'Uggerhalne à 1,60 m[1]
- Septembre 2018 : 12e du Grand prix Global Champions Tour de Rome[1]
- Octobre 2018 : vainqueur du CSI3* de Herning à 1,50 m[1]

## Origines
Crunch 3 est un fils de l'étalon Clarimo et de la jument Shamrock I, par Canturo.
| Origines de Crunch 3.                         | Origines de Crunch 3.      | Origines de Crunch 3.      | Origines de Crunch 3. |
| --------------------------------------------- | -------------------------- | -------------------------- | --------------------- |
| Père Clarimo 2003 - Holsteiner A Gris, 1,69 m | Clearway 1993 - Holsteiner | Capitol I 1975 Holsteiner  | Capitano              |
| Père Clarimo 2003 - Holsteiner A Gris, 1,69 m | Clearway 1993 - Holsteiner | Capitol I 1975 Holsteiner  | Folia                 |
| Père Clarimo 2003 - Holsteiner A Gris, 1,69 m | Clearway 1993 - Holsteiner | Wodka II 1984 Holsteiner   | Lord                  |
| Père Clarimo 2003 - Holsteiner A Gris, 1,69 m | Clearway 1993 - Holsteiner | Wodka II 1984 Holsteiner   | Gerona                |
| Père Clarimo 2003 - Holsteiner A Gris, 1,69 m | Wisma 1984 - Holsteiner    | Caletto II 1978 Holsteiner | Cor de la Bryère      |
| Père Clarimo 2003 - Holsteiner A Gris, 1,69 m | Wisma 1984 - Holsteiner    | Caletto II 1978 Holsteiner | Deka                  |
| Père Clarimo 2003 - Holsteiner A Gris, 1,69 m | Wisma 1984 - Holsteiner    | Prisma 1978 Holsteiner     | Mahmud                |
| Père Clarimo 2003 - Holsteiner A Gris, 1,69 m | Wisma 1984 - Holsteiner    | Prisma 1978 Holsteiner     | Cerena                |
| Mère Shamrock I 2002 - Holsteiner             | Canturo 1995 - Holsteiner  | Cantus 1981 Holsteiner     | Caletto I             |
| Mère Shamrock I 2002 - Holsteiner             | Canturo 1995 - Holsteiner  | Cantus 1981 Holsteiner     | Monoline              |
| Mère Shamrock I 2002 - Holsteiner             | Canturo 1995 - Holsteiner  | Fara 1991 Holsteiner       | Calando I             |
| Mère Shamrock I 2002 - Holsteiner             | Canturo 1995 - Holsteiner  | Fara 1991 Holsteiner       | Ulara II              |
| Mère Shamrock I 2002 - Holsteiner             | Herzdame 1993 - Holsteiner | Calato 1987 Holsteiner     | Capitol I             |
| Mère Shamrock I 2002 - Holsteiner             | Herzdame 1993 - Holsteiner | Calato 1987 Holsteiner     | Vanessa III           |
| Mère Shamrock I 2002 - Holsteiner             | Herzdame 1993 - Holsteiner | Verina 1983 Holsteiner     | Caletto II            |
| Mère Shamrock I 2002 - Holsteiner             | Herzdame 1993 - Holsteiner | Verina 1983 Holsteiner     | Gera                  |

## Descendance
Crunch 3 est approuvé à la reproduction dans le stud-book Holsteiner. Il a donné des poulains dès 2015. Sa fille Charente a été vendue en Suède à la vente aux enchères de Neumünster pour 26 000 euros.